# Volo Aeroflot 5003 (1977)
Il volo Aeroflot 5003 (in russo Рейс 5003 Аэрофлота?, Rejs 5003 Aeroflot) era un volo passeggeri di linea da Tashkent a Mineral'nye Vody con scalo a Nukus; l'Ilyushin Il-18V operante sulla rotta il 15 febbraio 1977 si schiantò vicino al distretto di Mineral'nye Vody durante la salita dopo un mancato avvicinamento. Delle 98 persone a bordo, 77 morirono nello schianto.

## L'aereo
Il velivolo coinvolto nell'incidente era un Ilyushin Il-18V, registrato CCCP-75520. Nel 1963, l'aereo fu trasferito al Ministero dell'Aviazione Civile, che a sua volta lo trasferì alla Divisione aerea di Tashkent dell'Amministrazione dell'aviazione civile uzbeka. La cabina passeggeri aveva una capacità di 89 posti, ma sull'aereo erano presenti 92 passeggeri. Al momento dell'incidente, l'aereo aveva accumulato 29.443 ore di volo in 10.817 cicli di pressurizzazione.

## L'equipaggio e i passeggeri
A bordo del volo 5003 erano saliti 92 passeggeri, di cui 4 erano bambini. A bordo del volo erano presenti sei membri d'equipaggio, guidati dal comandante N. A. Konovalenko e dal primo ufficiale B. V. Poljakov, l'ingegnere di volo N. I. Sorokin e il navigatore A. P. Viščneveckij. Il personale era completato da due assistenti di volo.

## Incidente
L'incidente avvenne sulla parte della rotta da Nukus a Mineral'nye Vody. Al momento dello schianto le condizioni meteorologiche all'aeroporto di Vody erano segnalate come nuvole non troppo fitte e nebbia a meno di 100 metri dal suolo, era presente del ghiaccio e la visibilità era compresa tra 1020 e 1180 metri. L'aereo si avvicinò all'aeroporto con una prua di 117°. Durante la preparazione all'atterraggio, l'equipaggio estese i flap e ridusse la velocità del velivolo da 290 a 260 km/h; durante l'avvicinamento, l'equipaggio rimase distratto dal monitoraggio degli strumenti e dalla ricerca di punti di riferimento, di conseguenza i piloti non si accorsero che il loro velivolo si stava allontanando dalla rotta. A 1,5 chilometri dall'aeroporto, i piloti si resero finalmente conto della deviazione e cambiarono la prua a 127°, ma il pilota al comando si rese conto che l'atterraggio era impossibile e procedette ad effettuare una riattaccata. Il volo, nel tentativo di disimpegnarsi dal primo avvicinamento, non salì per 300 metri in linea retta, ma virò a destra a 80-90 metri dal suolo, perdendo quota e portandolo a rollare di 4-5°. La velocità dell'aereo raggiunse i 270 km/h, quindi a un'altitudine di 120-130 metri l'equipaggio regolò i flap troppo rapidamente allo stesso tempo. Il comandante alzò il muso fino a quando l'aereo non si inclinò di 11°, il che portò a un sovraccarico di 1,64 G. L'eccessiva accelerazione danneggiò gli alettoni, il timone ed altre superfici di controllo. L'Ilyushin continuò ad inclinarsi verso destra nonostante i tentativi dell'equipaggio di regolare gli alettoni. In soli otto secondi il volo passò da una rotta di 165° a 205°. L'aereo raggiunse un angolo di 10-30° e volò ad una rotta di 102° verso l'aeroporto, che i piloti tentarono di raggiungere per uscire da una situazione sempre più ardua. Cercarono di guadagnare quota ma, alle 23:17:44, volando a una velocità di 285 km/h con il muso inclinato di 216° e con un angolo di rollio di 5-8°, l'aereo precipitò a terra danneggiando una ferrovia.

## Le indagini
Le indagini attribuirono l'incidente ad un errore dell'equipaggio. I piloti avevano mancato l'avvicinamento e, dopo l'interruzione dell'atterraggio, avevano fatto inclinare l'aeromobile con un angolo d'attacco troppo elevato, provocando uno stallo e danneggiando le superfici di controllo.